# Liste des députés de la Xe législature du Parlement de Catalogne
Les députés de la Xe législature du Parlement de Catalogne sont les 135 députés de la Xe législature du Parlement de Catalogne élus lors des élections au Parlement de Catalogne de 2012. Leur mandat commence le 17 décembre 2012 et s'achève le 4 août 2015.

## Liste des députés
- Haut – A
- B
- C
- D
- E
- F
- G
- H
- I
- J
- K
- L
- M
- N
- O
- P
- Q
- R
- S
- T
- U
- V
- W
- X
- Y
- Z

| Nom                               | Liste | Liste                                                         | Circonscription | Notes |
| --------------------------------- | ----- | ------------------------------------------------------------- | --------------- | --- |
| Alicia Alegret Martí              |       | Parti populaire catalan                                       | Tarragone       | |
| Matías Alonso Ruiz                |       | Ciutadans                                                     | Tarragone       | |
| Maria Rosa Amorós i Capdevila     |       | Esquerra Republicana de Catalunya                             | Lleida          | |
| Oriol Amorós i March              |       | Esquerra Republicana de Catalunya                             | Barcelone       | |
| Josep Andreu Domingo              |       | Esquerra Republicana de Catalunya                             | Tarragone       | |
| Pere Aragonès i Garcia            |       | Esquerra Republicana de Catalunya                             | Barcelone       | |
| Inés Arrimadas García             |       | Ciutadans                                                     | Barcelone       | |
| Joaquim Arrufat Ibáñez            |       | Candidature d'unité populaire                                 | Barcelone       | |
| Antoni Balasch i Parisi           |       | Convergence et Union                                          | Lleida          | |
| Ramona Barrufet i Santacana       |       | Convergence et Union                                          | Lleida          | |
| Albert Batalla i Siscart          |       | Convergence et Union                                          | Lleida          | |
| Albert Batet i Canadell           |       | Convergence et Union                                          | Tarragone       | |
| David Bonvehí i Torras            |       | Convergence et Union                                          | Barcelone       | |
| Meritxell Borràs i Solé           |       | Convergence et Union                                          | Barcelone       | |
| Cristina Bosch i Arcau            |       | Convergence et Union                                          | Lleida          | |
| Pere Bosch Cuenca                 |       | Esquerra Republicana de Catalunya                             | Gérone          | |
| Jaume Bosch i Mestres             |       | Iniciativa per Catalunya Verds - Esquerra Unida i Alternativa | Barcelone       | |
| Pere Calbó i Roca                 |       | Parti populaire catalan                                       | Barcelone       | Deuxième secrétaire |
| Gemma Calvet i Barot              |       | Esquerra Republicana de Catalunya                             | Barcelone       | |
| Maria Dolors Camats i Luis        |       | Iniciativa per Catalunya Verds - Esquerra Unida i Alternativa | Barcelone       | |
| Mireia Canals i Botines           |       | Convergence et Union                                          | Lleida          | Jusqu'au 2 décembre 2014, remplacée le 16 décembre 2014 par Jordi Ciuraneta i Riu |
| Jordi Cañas Pérez                 |       | Ciutadans                                                     | Barcelone       | Jusqu'au 29 avril 2014, remplacé le 27 mai 2014 par Carme Pérez Martínez |
| Montserrat Capdevila Tatché       |       | Parti des socialistes de Catalogne                            | Barcelone       | |
| Carlos Carrizosa Torres           |       | Ciutadans                                                     | Barcelone       | |
| Antoni Castellà i Clavé           |       | Convergence et Union                                          | Barcelone       | Jusqu'au 15 janvier 2013, remplacé le 22 janvier 2013 par Joan Recasens i Guinot |
| Violant Cervera i Gòdia           |       | Convergence et Union                                          | Lleida          | |
| Pedro Chumillas Zurilla           |       | Parti populaire catalan                                       | Barcelone       | Jusqu'au 13 juin 2013, remplacé le 18 juin 2013 par Sergio García Pérez |
| Josep Lluís Cleries i Gonzàlez    |       | Convergence et Union                                          | Barcelone       | Jusqu'au 30 avril 2013, remplacé le 8 mai 2013 par Marta Pascal i Capdevila |
| Jaume Collboni Cuadrado           |       | Parti des socialistes de Catalogne                            | Barcelone       | Jusqu'au 18 mars 2014, remplacé le 25 mars 2014 par Cristòfol Gimeno Iglesias |
| David Companyon i Costa           |       | Iniciativa per Catalunya Verds - Esquerra Unida i Alternativa | Barcelone       | Quatrième secrétaire |
| Celestino Corbacho i Chaves       |       | Parti des socialistes de Catalogne                            | Barcelone       | |
| Lluís Maria Corominas i Díaz      |       | Convergence et Union                                          | Barcelone       | Deuxième vice-président |
| Josep Cosconera Carabassa         |       | Esquerra Republicana de Catalunya                             | Lleida          | |
| José Antonio Coto Roquet          |       | Parti populaire catalan                                       | Barcelone       | |
| Xavier Crespo i Llobet            |       | Convergence et Union                                          | Gérone          | Jusqu'au 19 mai 2015, remplacé le 26 mai 2015 par Isabel Muradàs i Vázquez |
| Xavier Dilmé i Vert               |       | Convergence et Union                                          | Gérone          | |
| Albert Donés i Antequera          |       | Esquerra Republicana de Catalunya                             | Lleida          | |
| Joan Ignasi Elena Garcia          |       | Parti des socialistes de Catalogne                            | Barcelone       | Jusqu'au 30 septembre 2014, remplacé le 7 octobre 2014 par Sergi Vilamala i Bastarras |
| Ramon Espadaler i Parcerisas      |       | Convergence et Union                                          | Barcelone       | Conseiller à l'Intérieur Jusqu'au 16 avril 2013, remplacé le 24 avril 2013 par Joan Morell i Comas |
| José María Espejo-Saavedra Conesa |       | Ciutadans                                                     | Barcelone       | |
| Ferran Falcó i Isern              |       | Convergence et Union                                          | Barcelone       | |
| Daniel Fernández González         |       | Parti des socialistes de Catalogne                            | Barcelone       | Jusqu'au 27 janvier 2015, remplacé le 3 février 2015 par David Pérez Ibáñez |
| Juli Fernandez Iruela             |       | Parti des socialistes de Catalogne                            | Gérone          | |
| David Fernàndez i Ramos           |       | Candidature d'unité populaire                                 | Barcelone       | |
| Antoni Fernández Teixidó          |       | Convergence et Union                                          | Barcelone       | |
| Anna Figueras i Ibañez            |       | Convergence et Union                                          | Barcelone       | |
| Antoni Font Renom                 |       | Convergence et Union                                          | Barcelone       | |
| Maria Victòria Forns i Fernández  |       | Convergence et Union                                          | Tarragone       | |
| María José García Cuevas          |       | Parti populaire catalan                                       | Barcelone       | |
| Eva García i Rodríguez            |       | Parti populaire catalan                                       | Barcelone       | |
| Marina Geli i Fàbrega             |       | Parti des socialistes de Catalogne                            | Gérone          | |
| Núria de Gispert i Català         |       | Convergence et Union                                          | Barcelone       | Présidente du Parlement |
| Germà Gordó i Aubarell            |       | Convergence et Union                                          | Barcelone       | Conseiller à la Justice Jusqu'au 16 avril 2013, remplacé le 24 avril 2013 par Roger Montañola i Busquets |
| Eva Maria Granados Galiano        |       | Parti des socialistes de Catalogne                            | Barcelone       | |
| Hortènsia Grau Juan               |       | Iniciativa per Catalunya Verds - Esquerra Unida i Alternativa | Tarragone       | |
| Lluís Guinó i Subirós             |       | Convergence et Union                                          | Gérone          | |
| Dionís Guiteras i Rubio           |       | Esquerra Republicana de Catalunya                             | Barcelone       | |
| Joan Herrera Torres               |       | Iniciativa per Catalunya Verds - Esquerra Unida i Alternativa | Barcelone       | |
| Miquel Iceta i Llorens            |       | Parti des socialistes de Catalogne                            | Barcelone       | Premier secrétaire jusqu'au 22 juillet 2014 |
| Maria Mercè Jou i Torras          |       | Convergence et Union                                          | Barcelone       | |
| Oriol Junqueras i Vies            |       | Esquerra Republicana de Catalunya                             | Barcelone       | |
| Marta Llorens i Garcia            |       | Convergence et Union                                          | Barcelone       | |
| Dolors López i Aguilar            |       | Parti populaire catalan                                       | Lleida          | |
| Rafael López i Rueda              |       | Parti populaire catalan                                       | Barcelone       | |
| Maurici Lucena i Betriu           |       | Parti des socialistes de Catalogne                            | Barcelone       | |
| Rafael Luna Vivas                 |       | Parti populaire catalan                                       | Tarragone       | |
| Annabel Marcos i Vilar            |       | Convergence et Union                                          | Tarragone       | |
| Rocío Martínez-Sampere Rodrigo    |       | Parti des socialistes de Catalogne                            | Barcelone       | Jusqu'au 23 juin 2015, remplacé le 30 juin 2015 par Carmen García Lores |
| Artur Mas i Gavarró               |       | Convergence et Union                                          | Barcelone       | Président de la Généralité de Catalogne |
| Laura Massana Mas                 |       | Iniciativa per Catalunya Verds - Esquerra Unida i Alternativa | Barcelone       | |
| Carina Mejías Sánchez             |       | Ciutadans                                                     | Barcelone       | |
| Joan Mena Arca                    |       | Iniciativa per Catalunya Verds - Esquerra Unida i Alternativa | Barcelone       | |
| Salvador Milà i Solsona           |       | Iniciativa per Catalunya Verds - Esquerra Unida i Alternativa | Barcelone       | |
| Juan Bautista Milián Querol       |       | Parti populaire catalan                                       | Barcelone       | |
| Josep Enric Millo i Rocher        |       | Parti populaire catalan                                       | Gérone          | |
| Àlex Moga i Vidal                 |       | Convergence et Union                                          | Lleida          | |
| Begonya Montalban i Vilas         |       | Convergence et Union                                          | Gérone          | |
| Dolors Montserrat i Culleré       |       | Parti populaire catalan                                       | Barcelone       | |
| Neus Munté i Fernández            |       | Convergence et Union                                          | Barcelone       | Conseillère au Bien-être social et à la Famille Jusqu'au 29 janvier 2013, remplacée le 12 février 2013 par Maria Senserrich i Guitart                                                                                  |
| Pere Navarro i Morera             |       | Parti des socialistes de Catalogne                            | Barcelone       | Premier secrétaire à partir du 23 juillet 2014 |
| Joana Ortega i Alemany            |       | Convergence et Union                                          | Barcelone       | Vice-présidente, Conseillère à la Gouvernance et aux Relations institutionnelles |
| Núria Parlon Gil                  |       | Parti des socialistes de Catalogne                            | Barcelone       | |
| Ferran Pedret i Santos            |       | Parti des socialistes de Catalogne                            | Barcelone       | |
| Josep Maria Pelegrí i Aixut       |       | Convergence et Union                                          | Lleida          | Conseiller à l'Agriculture, à l'Élevage, à la Pêche, à l'Alimentation et au Milieu naturel |
| Carles Pellicer i Punyed          |       | Convergence et Union                                          | Tarragone       | |
| Eva Piquer i Vinent               |       | Esquerra Republicana de Catalunya                             | Barcelone       | Jusqu'au 20 février 2013, remplacée le 26 février 2013 par Agnès Russiñol i Amat |
| Felip Puig i Godes                |       | Convergence et Union                                          | Barcelone       | Conseiller aux Entreprises et à l'Emploi Jusqu'au 16 avril 2013, remplacé le 24 avril 2013 par Benet Maimí i Pou |
| Carles Puigdemont i Casamajó      |       | Convergence et Union                                          | Gérone          | |
| Oriol Pujol i Ferrusola           |       | Convergence et Union                                          | Barcelone       | Jusqu'au 15 juillet 2014, remplacé le 22 juillet 2014 par Assumpció Laïlla i Jou |
| Lluís Miquel Recoder i Miralles   |       | Convergence et Union                                          | Barcelone       | Jusqu'au 19 mars 2013, remplacé le 2 avril 2013 par Àngels Ponsa i Roca |
| Pere Regull i Riba                |       | Convergence et Union                                          | Barcelone       | |
| Carmen de Rivera i Pla            |       | Ciutadans                                                     | Barcelone       | |
| Maria Glòria Renom i Vallbona     |       | Convergence et Union                                          | Barcelone       | |
| Manuel Reyes López                |       | Parti populaire catalan                                       | Barcelone       | |
| Marta Ribas Frías                 |       | Iniciativa per Catalunya Verds - Esquerra Unida i Alternativa | Barcelone       | |
| Elena Ribera i Garijo             |       | Convergence et Union                                          | Gérone          | |
| Montserrat Ribera i Puig          |       | Convergence et Union                                          | Barcelone       | |
| Georgina Rieradevall i Tarrés     |       | Candidature d'unité populaire                                 | Barcelone       | Jusqu'au 28 mai 2013, remplacée le 4 juin 2013 par Isabel Vallet Sànchez |
| Irene Rigau i Oliver              |       | Convergence et Union                                          | Barcelone       | Conseillère à l'Enseignement |
| Albert Rivera Díaz                |       | Ciutadans                                                     | Barcelone       | |
| Jordi Roca Mas                    |       | Parti populaire catalan                                       | Tarragone       | |
| Santiago Rodríguez Serra          |       | Parti populaire catalan                                       | Barcelone       | |
| Meritxell Roigé i Pedrola         |       | Convergence et Union                                          | Tarragone       | |
| Alícia Romero Llano               |       | Parti des socialistes de Catalogne                            | Barcelone       | |
| Àngel Ros i Domingo               |       | Parti des socialistes de Catalogne                            | Lleida          | Jusqu'au 16 janvier 2014, remplacé le 21 janvier 2014 par Òscar Ordeig i Molist |
| Marta Rovira i Vergés             |       | Esquerra Republicana de Catalunya                             | Barcelone       | |
| Dolors Rovirola i Coromí          |       | Convergence et Union                                          | Gérone          | |
| Josep Rull i Andreu               |       | Convergence et Union                                          | Barcelone       | Troisième secrétaire |
| Xavier Sabaté i Ibarz             |       | Parti des socialistes de Catalogne                            | Tarragone       | |
| Sergi Sabrià i Benito             |       | Esquerra Republicana de Catalunya                             | Gérone          | |
| Josep Lluís Salvadó i Tenesa      |       | Esquerra Republicana de Catalunya                             | Tarragone       | |
| Fernando Sánchez Costa            |       | Parti populaire catalan                                       | Barcelone       | |
| Alicia Sánchez-Camacho Pérez      |       | Parti populaire catalan                                       | Barcelone       | |
| Marc Sanglas i Alcantarilla       |       | Esquerra Republicana de Catalunya                             | Barcelone       | |
| Sergio Santamaría Santigosa       |       | Parti populaire catalan                                       | Gérone          | |
| Joan Maria Sardà i Padrell        |       | Convergence et Union                                          | Tarragone       | |
| Núria Segú Ferré                  |       | Parti des socialistes de Catalogne                            | Tarragone       | |
| Anna Simó i Castelló              |       | Esquerra Republicana de Catalunya                             | Barcelone       | Première vice-présidente |
| Jordi Solé i Ferrando             |       | Esquerra Republicana de Catalunya                             | Barcelone       | |
| Anna Solé i Ramos                 |       | Convergence et Union                                          | Tarragone       | |
| Jordi Terrades i Santacreu        |       | Parti des socialistes de Catalogne                            | Barcelone       | |
| Roger Torrent i Ramió             |       | Esquerra Republicana de Catalunya                             | Gérone          | |
| Jordi Turull i Negre              |       | Convergence et Union                                          | Barcelone       | |
| Teresa Vallverdú i Albornà        |       | Esquerra Republicana de Catalunya                             | Tarragone       | |
| Josep Vendrell Gardeñes           |       | Iniciativa per Catalunya Verds - Esquerra Unida i Alternativa | Barcelone       | |
| Núria Ventura i Brusca            |       | Parti des socialistes de Catalogne                            | Tarragone       | |
| Alba Vergés i Bosch               |       | Esquerra Republicana de Catalunya                             | Barcelone       | |
| Lorena Vicioso Adrià              |       | Iniciativa per Catalunya Verds - Esquerra Unida i Alternativa | Barcelone       | |
| Marc Vidal i Pou                  |       | Iniciativa per Catalunya Verds - Esquerra Unida i Alternativa | Gérone          | |
| Pere Vila i Fulcarà               |       | Convergence et Union                                          | Gérone          | |
| Sara Vilà Galan                   |       | Iniciativa per Catalunya Verds - Esquerra Unida i Alternativa | Lleida          | |
| Santi Vila i Vicente              |       | Convergence et Union                                          | Gérone          | Conseiller au territoire et à la durabilité Jusqu'au 5 février 2013, remplacé le 12 février 2013 par Montserrat Roura i Massaneda, elle-même jusqu'au 20 mars 2013, remplacée par le 2 avril 2013 par Xavier Cima Ruiz |
| Marta Vilalta i Torres            |       | Esquerra Republicana de Catalunya                             | Barcelone       | |
| José Manuel Villegas Pérez        |       | Ciutadans                                                     | Barcelone       | |
| Marisa Xandri Pujol               |       | Parti populaire catalan                                       | Lleida          | |